# Fenusella glaucopis
Fenusella glaucopis är en stekelart som först beskrevs av Friedrich Wilhelm Konow 1907.  Fenusella glaucopis ingår i släktet Fenusella, och familjen bladsteklar. Arten är reproducerande i Sverige.